# Glacier Ball
Le glacier Ball est un glacier long de 13 km situé entre les monts Lister et Hooker sur le versant oriental du chaînon de la Royal Society, en Antarctique.

## Toponymie
Le glacier a été dénommé par le New Zealand Geographic Board en l'honneur de Gary Ball, un alpiniste néo-zélandais qui a gravi le mont Lister avec une équipe italienne lors de la campagne de 1976 à 1977 et qui a campé sur ce glacier. Il a été assistant de terrain auprès du Programme de recherche antarctique néo-zélandais de RH Findlay dans cette région, de 1980 à 1981.

## Géographie
Le glacier s'épanche vers le nord-est entre Craw Ridge et Tasman Ridge et afflue avec le glacier Blue.